# Frohsdorf
Le château de Frohsdorf est situé à Lanzenkirchen, au sud de Wiener Neustadt en Autriche. Le bâtiment représentatif, de style baroque, est principalement connu pour avoir été, durant environ un siècle, la résidence des descendants du roi de France Charles X en exil.

## Historique

### DuXVIeauXIXesiècle

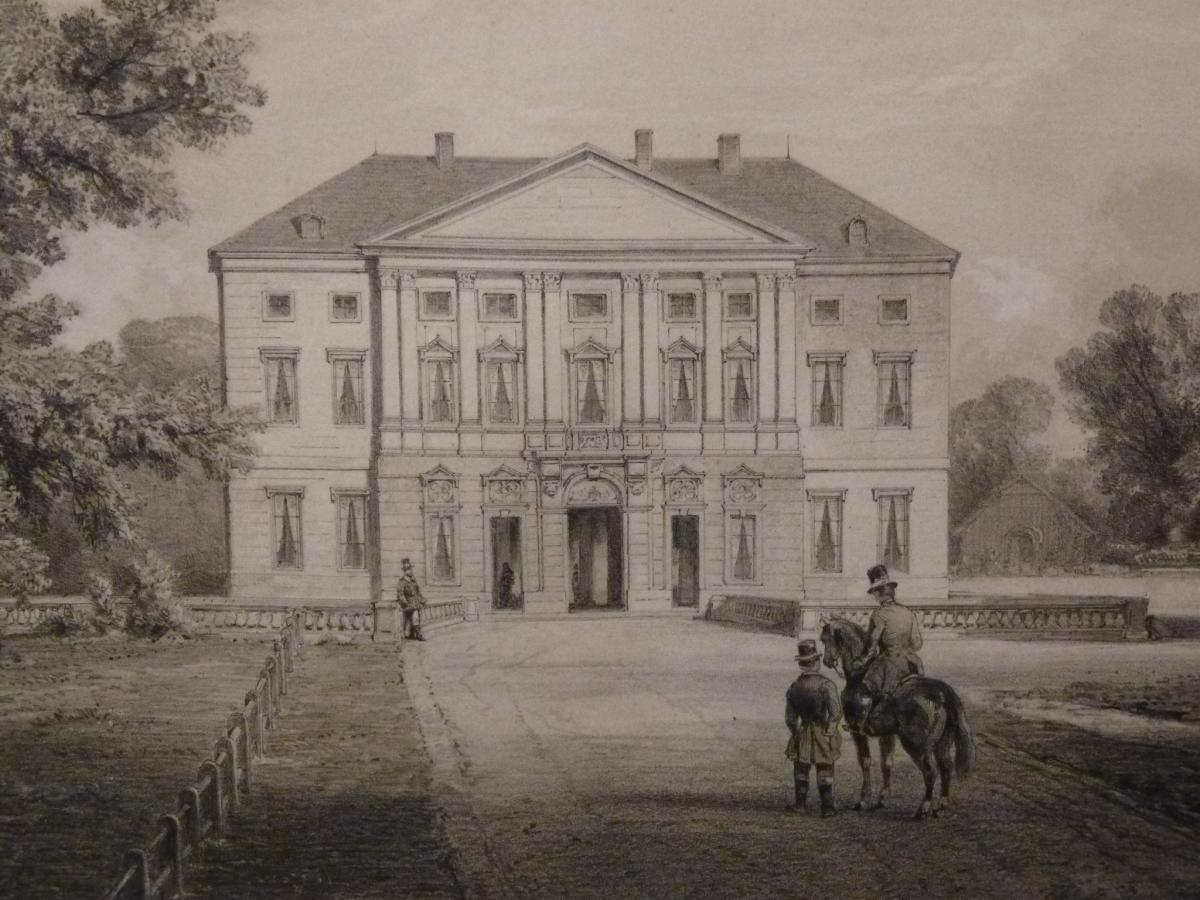
Le château vers 1850.

Le lieu de Chrotendorf est cité pour la première fois vers l'an 1158, en tant que part de l'héritage du comte Ekbert III de Formbach-Pitten, petit-fils du margrave Ottokar II de Styrie. Le manoir était d'alors un fief de l'abbaye de Göttweig et a été acheté par le chevalier Matthäus Teufel en 1514. Il fut dévasté par les troupes ottomanes pendant le siège de Vienne en 1529 et reconstruit en style Renaissance sous l'égide de Christoph Teufel à partir de 1547 ; en 1659, il devient propriété de la maison de Hoyos. Le complexe a été ravagé encore une fois pendant le second siège de Vienne par l'Empire ottoman en 1683. La famille Hoyos fait alors construire le palais baroque qui fut terminé vers l'année 1715.
Cette demeure se compose de quatre corps de bâtiment, formant un carré autour d'une cour fermée, entourés de fossés secs bordés par une balustrade. L'une des façades comporte une excroissance abritant la chapelle. Cette demeure est entourée par un vaste parc.
À partir de 1805, le domaine sert de cantonnement aux soldats de l'empire français et pillé. La famille de Hoyos le vend ensuite.
En 1817, il est acheté par Caroline Bonaparte, princesse Murat, cependant elle le revend dès 1819, au général russe Aleksandr Yermolov, ancien favori de l'impératrice Catherine II.
En 1839, le fils d’Aleksandr Yermolov, Mikhail vend le château à Pierre-Louis, duc de Blacas, mort cette même année, qui le lègue à la dauphine, comtesse de Marnes, veuve du dauphin de France, comte de Marnes en le désignant comme résidence du prétendant légitimiste au trône de France, le comte de Chambord  (« Henri V »), petit-fils du Roi Charles X .

### Le Versailles autrichien
La famille royale s'y installe. En 1851 le comte de Chambord en hérite de la comtesse de Marnes, sa tante, qui l'a élevé. Il aime à pratiquer la chasse sur le domaine. 
La vie s'y déroule à l'époque du prince suivant une étiquette royale. Le duc de Lévis assume le rôle d'un ministre de la Maison du roi. À ses côtés, le « gentilhomme de service » tient lieu de chambellan. Il introduit les visiteurs admis en audience, répond à une partie du courrier et accompagne le prince en voyage. 
Les gentilshommes de service sont des membres de la noblesse française, qui viennent de France à tour de rôle auprès du Prince, afin d'exécuter leur service . 
La comtesse de Chambord est entourée de deux dames d'honneur. L'entourage des princes compte aussi deux chapelains, un médecin et le fidèle secrétaire Moricet, ancien combattant de la dernière guerre de Vendée, qui mourra nonagénaire en 1881. 
À cette époque, le château de Frohsdorf est le pôle d'attraction en Autriche d'une colonie française fidèle aux descendants de Charles X.
Au premier étage du château on peut voir la plaque que fit sceller le comte de Chambord dans la chambre où mourut la comtesse de Marnes : Ici élevant son âme à Dieu, Marie-Thérèse de France a exhalé son dernier soupir avec sa dernière prière. Le 19 octobre 1851, à 11 heures 1/4 du matin. Le comte de Chambord décédera également à Frohsdorf, le 24 août 1883.  
Une statue, toujours visible, de Jeanne d'Arc, commandée par la duchesse des Cars au sculpteur Rinaldi, en 1833 et offerte au prince, figure dans le hall d'entrée. Sur le fronton, on peut toujours voir les armes de France surmontées d'une couronne royale (la girouette est également aux armes de France).  
Tous ces souvenirs ont été respectés depuis la mort du comte de Chambord, y compris lors de l'occupation soviétique. 
À la mort de la comtesse de Chambord, le 25 mars 1886, le château devint la propriété de son petit-neveu, Jacques de Bourbon, futur prétendant légitimiste et carliste des trônes de France et d’Espagne. Cependant, la demeure est utilisée par les parents de Jacques qui en font leur résidence d’été. Ainsi, leur fille ainée, la princesse Blanche, épouse dans la chapelle de Frohsdorf, l’archiduc Léopold-Salvator d’Autriche-Toscane. Le château deviendra la résidence principale de Jacques à partir de 1909. L’Impératrice Zita d’Autriche, petite-nièce du comte de Chambord, visita souvent Frohsdorf dans sa jeunesse.
Cependant, lors de la Première Guerre mondiale, Jacques, ancien colonel de l’armée russe, est expulsé du territoire autrichien et confie donc le château et ses collections à des serviteurs. Malheureusement, bon nombre d’objets à l’importance historique incontestable sont alors volés. Finalement, Jacques en ressort complètement ruiné et ses sœurs Blanche et Béatrice sont  contraintes de placer le château sous leur supervision, de peur que Jacques ne cherche à le vendre.
Dans les années 1930, la bibliothèque du château de Frohsdorf est vendue au libraire londonien Maggs Bros et dispersée. 
Le château est vendu à son tour en 1941, à la Deutsche Reichspost. 
En 1945, Frohsdorf, situé non loin de la frontière hongroise, est inclus dans la zone d'occupation soviétique, occupation qui prend fin en 1955, avec le Traité d'État autrichien. 
Près du château se trouve l'école de filles, destinée aux enfants de la colonie française et du village de Lanzenkirchen, fondée par la comtesse de Chambord. Celle-ci fit venir des religieuses de Metz qui occupèrent ces lieux jusqu'à ces dernières années.

## Propriétaires
- 1550 Christoph Teufel († 1570)
- 1570 Susanne Teufel († 1590), épouse du constructeur
- 1590 Johann Christoph Teufel (fils du constructeur)
- 1690 comte Franz Carl Hoyos (conversion aux plans[Quoi ?] par Johann Bernhard Fischer von Erlach )
- 1740 comte Joseph Philip Hoyos
- 1781 comte Johann Philipp Hoyos et la comtesse de Clary
- 1799 comte Johann Ernst (fils des précédents)
- 1817 Caroline Bonaparte, comtesse de Lipona (la plus jeune sœur de Napoléon Bonaparte)
- 1828 Aleksandr, chevalier de[réf. nécessaire] Yermolov (général russe)
- 1835 Mikhaïl, chevalier de[réf. nécessaire] Yermolov (fils du précédent)
- 1839 Pierre, duc de Blacas d'Aulps
- 1844 Marie-Thérèse de France, dauphine de France, comtesse de Marnes (fille de Louis XVI et Marie-Antoinette)
- 1851 Marie-Thérèse de Modène, comtesse de Chambord (nièce par alliance de la précédente)
- 1886 Jacques de Bourbon, duc d'Anjou et de Madrid (fils de Charles de Bourbon, duc de Madrid, et petit-neveu de la précédente), qui devient en 1909 le chef de la maison de Bourbon
- 1931 Béatrice de Bourbon, fille de France et infante d'Espagne, princesse Massimo de Roviano (fille de Charles de Bourbon, duc de Madrid, et sœur du précédent)
- 1941 vente du château à la Poste allemande (Deutsche Reichspost)
- 1945 Les troupes soviétiques occupent le château
- 1955 Repris par la Poste autrichienne.
- 1961 à 1968, rénovation par la Poste autrichienne et transformation en centre de formation[8].
- 2007 Vente du château à un groupe hôtelier et aménagement pour l'organisation d'évènements, mariages[9]...